# Herbe de la Trinité
Pour les articles homonymes, voir Trinité.
Taxons concernés
- Famille : Renonculacées
  - Hepatica nobilis
- Famille : Violacées
  - plusieurs espèces du genre Viola, notamment
    - Viola tricolormodifier

Le nom Herbe de la Trinité ou Herbe à la Trinité désigne plusieurs espèces de plantes à fleurs utilisées en médecine traditionnelle et en herboristerie.

## Histoire
La plante est citée pour la première fois dans le Tractatus de herbis, un herbier médiéval de la fin du XIIIe siècle, sous le nom de Trinitas. Aucun texte médical de l'Antiquité ou du Moyen-Âge n'en parle avant cette date. Elle est décrite en ces termes :
« Trinitas unitas idem est. Herba est similis asarum, et habet tres folie in uno filo. Nascitur locis mundis et obscuris et humorosis, et proprie in castanetis. »
— Pseudo-Barthélémy Mini de Sienne, Tractatus de herbis.
L'herbier est ensuite traduit en français au XVe siècle sous le nom de Livre des simples médecines :

« Trinité ou unité, c'est tout ung, et est une herbe qui ressemble asara bacara, et a en chascune feulle trois feulles. Elle croist en lieux nés, obscurs, comme en bochés ou chastenés. »

— Auteur inconnu, Livre des simples médecines.